# Digimon Adventure V-Tamer 01
Digimon Adventure V-Tamer 01 (jap. デジモンアドベンチャーVテイマー01 Dejimon Adobenchā V-Teimā 01) – pierwsza i do tej pory najdłuższa manga z serii Digimon. Pięćdziesiąt osiem rozdziałów serii było wydawanych od 21 października 1998 roku do 21 sierpnia 2003 roku.

## Opis fabuły
W dniu "Turnieju D1" Yagami Taichi dowiaduje się, że nie zakwalifikował się do niego, ponieważ jego Digimon jest nieznanego typu i nie został zaprogramowany dla tej gry. Gdy Taichi próbuje sprawdzić czy nie jest to spowodowane wadliwym działaniem konsolki słyszy głos wzywający go do Zamku Świętego Anioła. Chłopiec niespodziewanie zostaje wciągnięty do Digital World. Gdy odzyskuje przytomność pierwszą rzeczą, jaką widzi jest żywa wersja jego Veedramona zwanego Zeromaru. Razem z Zero wyrusza w podróż po Digital World w celu znalezienia dogi powrotnej do Realnego Świata. Podczas wędrówki spotykają Gabumona „Gabo”, który jak najszybciej musi wrócić do zamku, z którego został wysłany na misję. Niespodziewanie zostają zaatakowani przez Tortomona. Taichi zawiera zakład z Gabo. Jeśli on i Zero pokonają przeciwnika Gabumon zabierze ich do Zamku Świętego Anioła. Taichi i Zero wygrywają a Gabo spełnia swoją obietnicę. Gdy nasi bohaterowie stają przed obliczem Lorda Holy Angemon (eng. Magna Angemon), dowiadują się, że Taichi i Veedramon, są jedyną szansą na ocalenie Cyfrowego Świata przed Demonem (eng. Daemon), który chce przejąć kontrolę nad światem. Taichi postanawia, że pomoże w ocaleniu Digital World i razem z Zero oraz Gabo, który zostaje ich przewodnikiem ruszają w swą wielką podróż.

## Bohater mangi
Taichi Yagami jest główną postacią w tej mandze. Jest chłopcem który dostał V-Pet’a. HolyAngemon ściągnął go do Digiświata. Razem z Veedramonem ze swojego V-Pet’a, Taichi przy pomocy Gabumon odnalazł pięć V-Tags. Poznał Etemon’a, strażnika V-Tags. Pomógł dzieciom wrócić do realnego świata.